# Michèl de Jong
Michèl de Jong (Groningen, 17 oktober 1984) is een Nederlands schrijver en dichter. De Jong groeide op in Groningen, Helmond en Sneek, en studeerde archeologie aan de Rijksuniversiteit Groningen.
In 2011 debuteerde hij als dichter met Kijkvoer & Leesgenot, een samen met Drs. P geschreven verzameling ollekebollekes. Tussen 2010 en 2015 vormde hij samen met Quirien van Haelen en Theo Danes het light-versetrio De Jonge Heren. Zijn werk is onder andere opgenomen in de achtentwintigste druk van de bloemlezing Ik wou dat ik twee hondjes was van Vic van de Reijt. Hij publiceerde diverse artikelen en beschouwingen over leven en werk van Drs. P, aan wiens biografie hij werkt. In 2021 verscheen van zijn hand Oliebollen-Nel. De oorlog van een kermisdiva over zijn verre achternicht Nel Denies.

## Werk
- Kijkvoer & Leesgenot, met Drs. P. Amsterdam, Nijgh & Van Ditmar, 2011.
- 'Drs. P - van commensaal tot coryfee', in: Drs. P Compilé Complé. Amsterdam, Top Notch/Nijgh & Van Ditmar, 2012.
- Drs. P, Jongste ontdekkingen. Ollekebollekes. Bezorgd, samengesteld en ingeleid door Michèl de Jong en Cees van der Pluijm. Amsterdam, Nijgh & Van Ditmar 2013.
- '"Ik heet Mauk". De bijzondere vriendschap tussen Heinz Polzer en M.C. Escher', in: Jaap Bakker (red.), Het Drs. P Jaar- en Bewaarboek. Amsterdam, Joh. Enschedé 2018.
- 'Drs. P biografé', in: Jaap Bakker (red.), Leve onze goede Czaar! Het nieuwe Drs. P Jaar- en Bewaarboek. Amsterdam, Joh. Enschedé i.s.m. Nijgh & Van Ditmar 2019.
- 'Wat Kan niet gebruiken kon', in: Jaap Bakker (red.), Leve onze goede Czaar! Het nieuwe Drs. P Jaar- en Bewaarboek. Amsterdam (Joh. Enschedé i.s.m. Nijgh & Van Ditmar) 2019.
- 'Opkomst en ondergang van de Waterzooi', in: Jaap Bakker (red.), Leve onze goede Czaar! Het nieuwe Drs. P Jaar- en Bewaarboek. Amsterdam (Joh. Enschedé i.s.m. Nijgh & Van Ditmar) 2019.
- Drs. P, Zeslettergrepigheid. De beste ollekebollekes van Drs. P. Amsterdam (Nijgh & Van Ditmar) 2020 (Inleiding en samenstelling nieuwe editie).
- '"Een andere levenswijze". De weg omhoog van Drs. P, Geo Staad en Neef Hendrik (1962-1966)', in: Jaap Bakker (red.), Het Wel en Wee van Drs. P. Het nieuwste Drs. P Jaar- en Bewaarboek. Nieuw-Vennep (Noblesse) 2021.
- 'Dr. h.c. P. Hoe Heinz Polzer geen eredoctoraat kreeg', in: Jaap Bakker (red.), Het Wel en Wee van Drs. P. Het nieuwste Drs. P Jaar- en Bewaarboek. Nieuw-Vennep (Noblesse) 2021.
- Oliebollen-Nel. De oorlog van een kermisdiva. Amsterdam, Nijgh & Van Ditmar, 2021.
- 'P.S.', nawoord bij (de bibliofiele herdruk van) Drs. P, Allerlei Ontucht. Amsterdam Het Heen- en Weerschap, 2021.
- 'Inleiding', Willem Oltmans, Memoires 2002. Breda, Papieren Tijger, 2024.
- Drs. P,  De hartelijke poezen van Drs. P. Poezenkaarten uit de privécollectie. Samengesteld, bezorgd en ingeleid door Michèl de Jong. Amsterdam, Nijgh & Van Ditmar 2024.

## Trivia
- De Jong won in 2010 met een bevriende medestudent alle drie de ronden in de quiz Twee voor twaalf.

- Gemeinsame Normdatei: 1016589158
- International Standard Name Identifier: 0000 0003 9050 1978
- Library of Congress Control Number: no2014157177
- Nederlandse Thesaurus van Auteursnamen: 337172242
- Virtual International Authority File: 284109227
- WorldCat: E39PBJfCwWYq3X9ptP7B7QyGHC